# Badia (Sant Feliu Sasserra)
Badia és una masia situada al municipi de Sant Feliu Sasserra a la comarca catalana del Bages.